# 岱衢洋
岱衢洋是位于浙江省岱山县境内的一片海域，因位于北面的衢山岛和南面的岱山岛之间故名岱衢洋。

## 大黄鱼故乡

岱衢洋岸东沙镇的「大黃魚故里」雕塑

岱衢洋是大黄鱼的故乡，“岱衢族大黄鱼”即以此命名。20世纪50年代以前，这里的大黄鱼资源及其丰富，1950年时岱山岛上的一斤大黄鱼市价仅及一坛当地黄酒的1/50。当时大黄鱼的捕捞有两种渔船，一为大捕船，单独一艘捕鱼，多为奉化籍；另一为台州籍为主的小对船，每两艘一对，朝出晚归，渔获新鲜。岱山本籍人士则多经营鱼厂，将大黄鱼加工售往上海、杭州等地。
但在1958年，1974年数次对大黄鱼进行掠夺性捕捞后，岱衢洋海域的野生大黄鱼几近绝迹，其中1967年，浙江捕捞大黄鱼的机帆船就有八千艘以上。2004年，中国始开始在该海域进行大黄鱼流放。